# Euselasia tetra
Euselasia tetra är en fjärilsart som beskrevs av Adalbert Seitz 1916. Euselasia tetra ingår i släktet Euselasia och familjen Riodinidae. Inga underarter finns listade i Catalogue of Life.